# Балаклава (шапка)
Вижте пояснителната страница за други значения на Балаклава.
Балаклавата, известна още като ски маска, е вид шапка преднаначена да защити по-голямата част от лицето. В зависимост от стила и начина на носене, открити може да са само очите, очите и устата или цялата предна част на лицето. Някои варианти могат да бъдат навити в обикновена шапка, която покрива темето на главата, или сгънати като яка около врата.

## История
Името идва от използването им в битката при Балаклава по време на Кримската война от 1854 г., където британските войници са носели ръчно плетени шапки, които да ги предпазват от студено време.

## Приложение
Балаклава може да се носи под всички видове шлемове и каски (военна, спортна, пожарникарска), като осигурява защита от студ или от висока температура, както и повишава комфорта.
Автомобилните състезатели са задължени от ФИА да носят огнеустойчива балаклава под шлемовете си при официални състезания.
Балаклавата често е свързвана с престъпниците, тъй като е масово използвана от тях за прикриване на самоличността им.